# Нотофагус
Нотофа́гус, или Ю́жный бук, (лат. Nothofágus) — род растений монотипичного семейства Нотофа́говые (лат. Nothofagáceae) порядка Букоцветные (лат. Fagales), включает в себя примерно 35 видов.

## Ботаническое описание
Вечнозелёные или листопадные деревья или кустарники, высотой до 40—50 м, диаметром 1,5—2 м, с прямым, угловатым стволом, имеющим контрфорсы у основания. Крона широкая.
Листья продолговатые или овальные, длиной до 5 см, цельнокрайные или пильчатые по краю, похожи на листья граба.
Соцветия — собраны по 1—3 (реже 7) дихазии, расположенные в пазухах листьев, причём мужские соцветия обычно расположены у основания, а женские — на вершине побега. Цветки мелкие, с короткими изогнутыми ножками.
Плод — маленький, сглаженный или треугольный орех, содержащий от 2 до 7 семян.

## Распространение и экология
Произрастает в умеренном океанском или тропическом климате Южного полушария. Обнаружен в Южной Америке (Чили, Аргентина) и Австралазии (восточная и юго-восточная Австралия, Новая Зеландия, Новая Гвинея и Новая Каледония). Является основной лесообразующей породой в составе растительности голантарктической части Южной Америки и островов Австралазии, где растут от уровня моря до границы вечных снегов.
Окаменелости были найдены в Антарктиде.
Большинство видов рода произрастают на кислых и вулканических горных почвах, нотофагус антарктический выдерживает временное затопление и высокий уровень грунтовых вод.

## Применение
Древесина нотофагуса по механическим свойствам похожа на древесину бука. Поэтому в странах южного полушария она находит аналогичное применение и используется в строительстве, для изготовления мебели, фанеры, для получения древесного угля, после импрегнирования для телеграфных столбов и железнодорожных шпал. Древесина нотофагуса косого устойчива к воздействию влажного климата и без пропитки может применяться для строительства мостов и изготовления шпал.
Древесина некоторых видов благодаря красивой текстуре и цвету используется краснодеревщиками.
В Новой Гвинее местные жители используют некоторые виды в качестве декоративного растения, высаживая их на фермах, вдоль дорог и садов. Виды нотофагусов успешно культивируются в Европе, главным образом в Великобритании.
Нотофаговые леса имеют важное водоохранное и противоэрозионное значение, прежде всего в южной Аргентине.

## «Beech mast»
Примерно каждый четвёртый — шестой год нотофагус даёт обильный урожай семян и орехов гораздо выше обычного, — эффект, известный как англ. beech mast. В такие годы, к примеру, в новозеландских буковых лесах наблюдается скачкообразный рост популяций грызунов и насекомых вследствие увеличения кормовой базы. В свою очередь, это ведёт к росту числа мелких хищников, таких как горностай и другие куньи, имеющих в результате чрезвычайно продуктивный сезон размножения. По прошествии урожайного года численность грызунов падает, и разросшаяся популяция горностаев ищет дополнительные источники пищи. От этого страдают прежде всего птицы, особенно гнездящиеся в дуплах — желтоголовая мохуа и птицы семейства попугаевых.

## Таксономия
В прошлом род был включён в семейство Буковые (лат. Fagáceae), но генетические исследования филогенетической группы Покрытосеменных (лат. Angiospermae), выделили этот род в отдельное монотипическое семейство Нотофаговые.
По информации базы данных The Plant List (на июль 2016) род включает 38 видов:
- Nothofagus aequilateralis (Baum.-Bod.) Steenis — Новая Каледония
- Nothofagus alessandri Espinosa — Чили
- Nothofagus alpina (Poepp. & Endl.) Oerst. — Чили
- Nothofagus antarctica (G.Forst.) Oerst. — Нотофагус антарктический, или Ньире. Южная Америка
- Nothofagus × apiculata (Colenso) Cockayne
- Nothofagus balansae (Baill.) Steenis — Новая Каледония
- Nothofagus baumanniae (Baum.-Bod.) Steenis — Новая Каледония
- Nothofagus betuloides (Mirb.) Oerst. — Нотофагус берёзовый. Южная Америка
- Nothofagus brassii Steenis — Новая Гвинея
- Nothofagus carrii Steenis — Новая Гвинея
- Nothofagus codonandra (Baill.) Steenis — Новая Каледония
- Nothofagus crenata Steenis — Новая Гвинея
- Nothofagus cunninghamii (Hook.) Oerst. — Нотофагус Каннингема. Виктория, Новый Южный Уэльс, Тасмания
- Nothofagus discoidea (Baum.-Bod.) Steenis — Новая Каледония
- Nothofagus dombeyi (Mirb.) Oerst. — Южный бук домбрейский, или Коиуэ. Чили, Патагония[5]
- Nothofagus flaviramea Steenis — Новая Гвинея
- Nothofagus fusca (Hook.f.) Oerst. — Нотофагус бурый. Новая Зеландия
- Nothofagus glauca (Phil.) Krasser — Чили
- Nothofagus grandis Steenis — Новая Гвинея
- Nothofagus gunnii (Hook.f.) Oerst. — Нотофагус Гунна — Тасмания
- Nothofagus × leonii Espinosa
- Nothofagus macrocarpa (A.DC.) F.M.Vázquez & R.A.Rodr.. Чили
- Nothofagus menziesii (Hook.f.) Oerst. — Нотофагус Мензиса, или Серебристый бук . Новая Зеландия
- Nothofagus moorei (F.Muell.) Krasser — Нотофагус Мура. Новый Южный Уэльс, Квинсленд
- Nothofagus nitida (F.Muell.) Krasser — Южная Америка
- Nothofagus nuda Steenis — Новая Гвинея
- Nothofagus obliqua (Mirb.) Oerst. — Нотофагус косой — Южная Америка
- Nothofagus perryi Steenis — Новая Гвинея
- Nothofagus pseudoresinosa Steenis — Новая Гвинея
- Nothofagus pullei Steenis — Новая Гвинея
- Nothofagus pumilio (Poepp. & Endl.) Reiche — Нотофагус низкий, или Нотофагус карликовый или ленга[источник не указан 2986 дней]. Южная Америка
- Nothofagus resinosa Steenis — Новая Гвинея
- Nothofagus rubra Steenis — Новая Гвинея
- Nothofagus rutila Ravenna
- Nothofagus solandri (Hook.f.) Oerst. — Новая Зеландия
- Nothofagus starkenborghii Steenis — Новая Гвинея
- Nothofagus stylosa Steenis — Новая Гвинея
- Nothofagus womersleyi Steenis — Новая Гвинея

| |  |  |
| Слева направо: Ветка с листьями Nothofagus menziesii , Ствол Nothofagus solandri, Соцветия Nothofagus antarctica |  |  |